# Saint-Jean-Lespinasse
Saint-Jean-Lespinasse – miejscowość i gmina we Francji, w regionie Oksytania, w departamencie Lot.
Według danych na rok 1990 gminę zamieszkiwało 329 osób, a gęstość zaludnienia wynosiła 55 osób/km² (wśród 3020 gmin regionu Midi-Pireneje Saint-Jean-Lespinasse plasuje się na 738. miejscu pod względem liczby ludności, natomiast pod względem powierzchni na miejscu 1411.).